# Acacia guttata
Acacia guttata é uma espécie de leguminosa do gênero Acacia, pertencente à família Fabaceae.